# Папа Иноћентије VII
Папа Иноћентије VII (лат. Innocentius VII; Сулмона 1339 - Рим, 15. новембар 1406) је био 204. папа од 26. октобра 1404. до 6. новембра 1406.